# UFC 121
UFC 121: Lesnar vs. Velasquez fue un evento de artes marciales mixtas celebrado por Ultimate Fighting Championship el 23 de octubre de 2010 en el Honda Center, en Anaheim, California.

## Historia
Al igual que UFC 111, UFC 115 y UFC 118, UFC 121 fue emitido en los cines de todo Estados Unidos por NCM Fathom. UFC 121 destaca el regreso de las peleas preliminares en vivo por Spike TV. UFC Primetime también volvió para promover la pelea por el título entre Lesnar/Velásquez.
Jon Madsen se espera hacer frente a Todd Duffee, pero Duffee se tuvo que retirar de la tarjeta con una persistente lesión en la rodilla y fue reemplazado por Gilbert Yvel.

## Resultados
1. ↑  Por el Campeonato de Peso Pesado de UFC.

## Premios extra
Cada peleador recibió un bono de $70,000.
- Pelea de la Noche: Diego Sánchez vs. Paulo Thiago
- KO de la Noche: Caín Velásquez
- Sumisión de la Noche: Daniel Roberts